# DJ Micro
DJ Micro jest amerykańskim DJ-em muzyki trance. Objechał cały kraj nagrywając zremixowane albumy dla Moonshine aby podnieść swoją popularność. Zaczął na wschodnim wybrzeżu, gdzie w 1991 roku pomógł utworzyć Caffeine Records w Nowym Jorku. Caffeine na początku był zwykłym cotygodniowym nocnym klubem, ale z czasem zaczął kolekcjonować zespół. Micro występował na wielu imprezach w Caffeine, specjalizując się w breakbeacie. Nagrał dwa zremixowane albumy dla Roadrunner w późnych latach 90.:
- Coast to Coast (1997)
- Caffeine: The Natural Stimulant (1998).

Później rozpoczął współpracę z Moonshine w 1998. Jego pierwsze wydanie dla Moonshine, Micro-Tech Mix (1998), za którymi podążały kolejne doskonałe zremixowane albumy, przeważnie wydawane co rok.
Micro odrobinę zmieniał swój styl przy każdym kolejnym albumie i podążał się w kierunku trance-u ale pozostawał przy swoich breakbeatowych korzeniach. Do końca lat 90. stał się jednym z najbardziej popularnych DJ-ów na wschodnim wybrzeżu, rozważając w tej samej klasie supergwiazdy wśród DJ-ów jak Frankie Bones, czy Scott Henry. Podobnie jak oni, Micro miał częste tournée, szczególnie na wschodnim wybrzeżu. 

## Albumy
- Coast To Coast (1997)
- Caffeine: The DJ Micro Blend (1998)
- Micro-Tech-Mix (1998)
- Micro-Tech-Mix Version 2.0 (1999)
- Tech-Mix 2000 (2000)
- djmixed.com/micro (2000)
- Micro Tech-Mix Live (2001)
- Music Through Me (2002)
- My Frequency 001 (2003)
- Out Through the Input (2005)
- Tech-Mix 5 (2005)
- Direct Konnect (2006)
- Past Present Future, Vol. 2 (2007)